# グルメ杵屋
株式会社グルメ杵屋（グルメきねや、英: GOURMET KINEYA CO., LTD.）は大阪府大阪市住之江区に本社を置き、おもに飲食店を経営する企業である。東京証券取引所プライム市場上場。創業者は椋本彦之。

## 経営理念
- 根本理念：仕事を通じて 人生を楽しみ 社会に貢献する。
- モットー：まず走れ! 走りながら考えます! 考えながら走ります。
- 経営指針：簡単で便利 そして安く

## 沿革
- 1967年3月 - 両国食品株式会社を設立する。
- 1971年11月 - 実演手打うどん「杵屋」1号店を奈良ダイエーに開店する。
- 1977年11月 - 実演手打うどん「杵屋」関東地区1号店を東京都千代田区大手町の日本ビル内に開店する。
- 1986年9月 - 株式会社グルメを合併して現社名へ変更する。
- 1989年11月 - 大阪証券取引所第2部上場
- 1995年7月 - 東京証券取引所第2部上場
- 1996年9月 - 東京証券取引所、大阪証券取引所第1部指定替え
- 1998年5月 - 元気寿司株式会社と業務と資本で提携する。
- 2003年1月 - 大阪木津市場株式会社を子会社とする。5月、株式会社エイエイエスケータリングを子会社とする。
- 2006年8月 - 水間鉄道株式会社を子会社とする。
- 2008年6月 - 創業者で会長の椋本彦之が死去する。
- 2016年10月 - 株式会社グルメ杵屋レストランを新設し、レストラン事業の店舗運営業務を委託する。
- 2017年4月 - 株式会社銀座田中屋を子会社とする
- 2020年4月 - 株式会社雪村と株式会社ゆきむら亭エフシー本部を子会社とする。
- 2021年7月 - 大阪木津市場株式会社を吸収合併する。

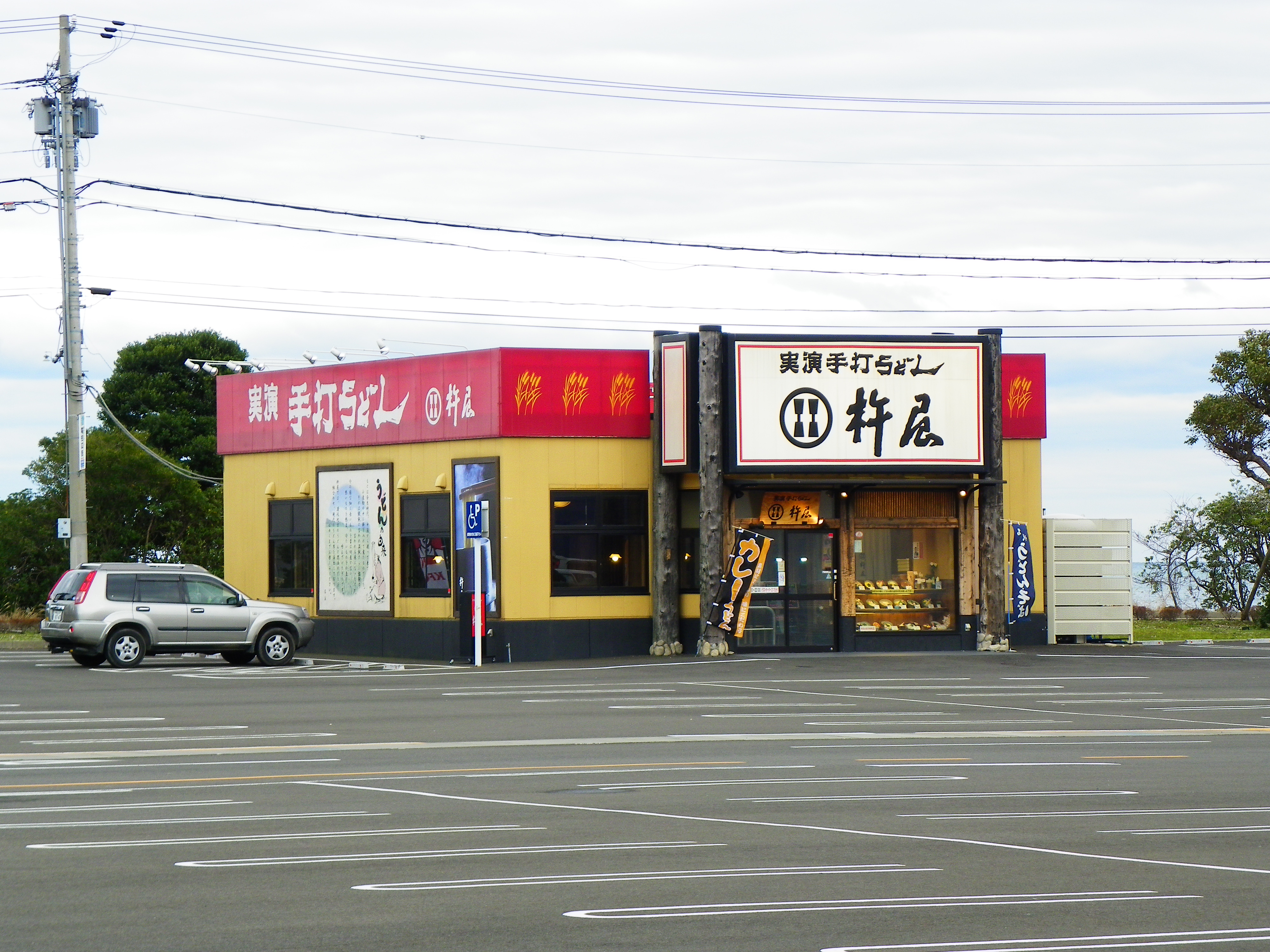
実演手打うどん 杵屋新宮スーパーセンターオークワ南紀店（2010年〈平成22年〉2月撮影）

## 店舗展開
2022年7月現在でグルメ杵屋レストランは青森県、秋田県、山形県、新潟県、茨城県、山梨県、富山県、福井県、徳島県、鳥取県、島根県、鹿児島県に店舗がない。かって山形県、茨城県、福井県、徳島県、島根県に店舗を置いた。

### うどん
- 実演手打うどん 杵屋
- 四季めん処 めん坊
- めん茶屋 きなさ
- そば茶屋 きなさ ※そば店舗。
- 手打うどん工房 穂の香
- 讃岐うどん みのり
- 讃岐製麺 麦まる
- 自家製麺 杵屋麦丸

### そば

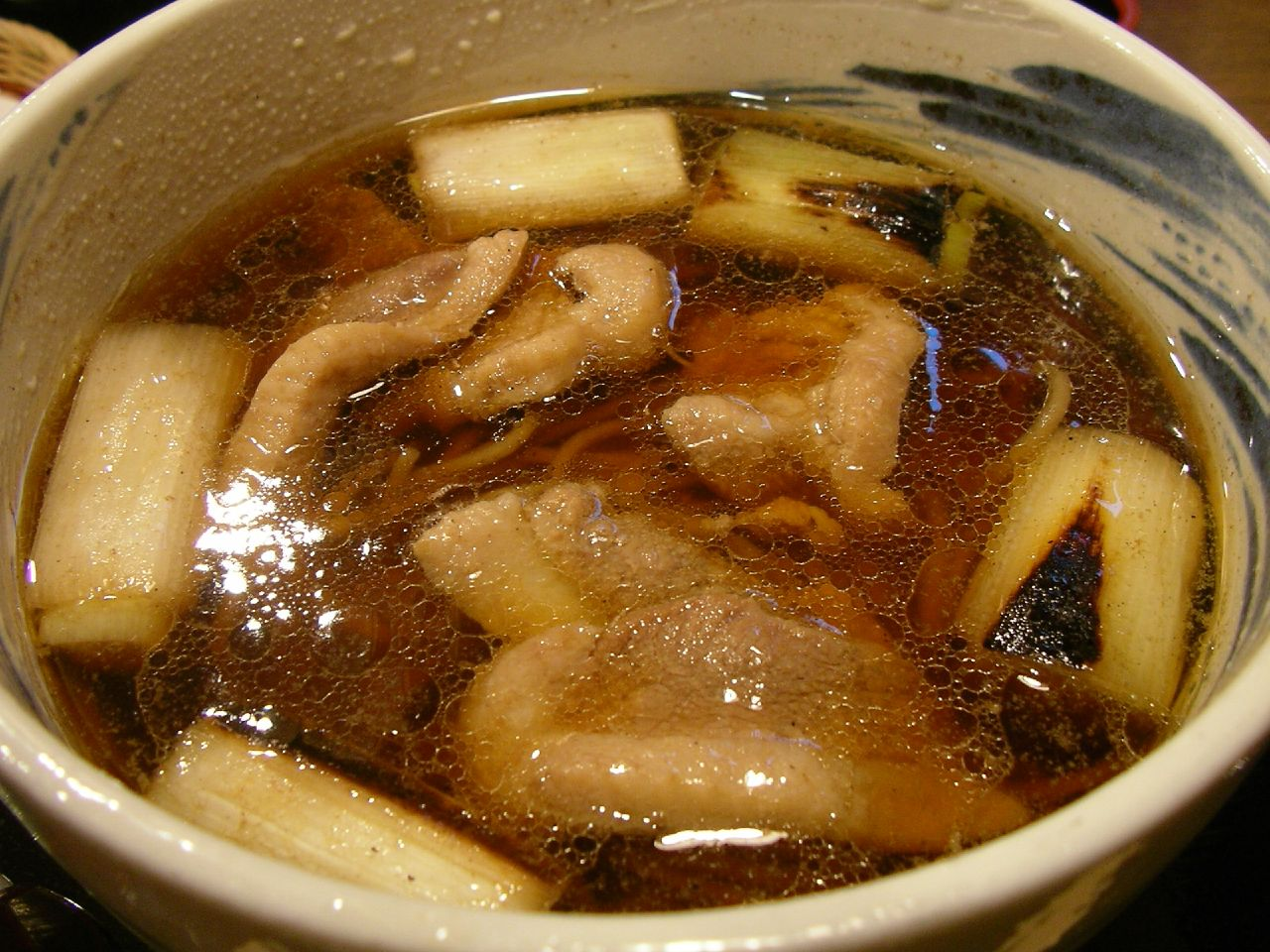
「信州 そば野」の鴨南蛮そば（2007年〈平成19年〉1月撮影）

- 信州そば処 そじ坊
- 信州 そば野
- おらが蕎麦
- 越後 叶家
- SOBA DINING 結月庵
- 蕎麦前処 二尺五寸
- 神田
- そば茶房 寄り屋
- 明月庵 ぎんざ田中屋

### 和食
- 旬の味天ぷら 天はな（閉店）
- 天丼専門店 丼丼亭
- カジュアルダイニング どんぶりキッチン
- あげたての味 天亭
- とんかつ かつ里
- 仙台牛たんとお酒 もりの屋
- 諏訪レイクビューコート ※中央自動車道諏訪湖サービスエリア内のフードコート
- 東京ベイキッチン ※東京ビッグサイト内のレストラン
- KAMI - HIKŌKI ※成田国際空港第2旅客ビル内のレストラン（休業中）

### 洋食
- サンドウッチハウス グルメ
- オムレツ&オムライス ロムレット
- オムライス厨房 開明軒
- カジュアルレストラン しゃぽーるーじゅ
- ブレッツカフェクレープリー（閉店）
- HOBALL BAR 心斎橋1923　※ハイボールなどアルコール主体のメニューだが洋食の部門に入っている。

### アジアほか
- コリアンキッチン シジャン
- サイアムオーキッド
- タイ屋台料理 ティーヌン
- 一番亭 ※グループ内の一番亭本部が大阪府内2店舗を運営[3][4]する。グルメ杵屋レストランで唯一ラーメンを扱う。